# Ivaň (ort i Tjeckien, Olomouc)
Ivaň är en ort i Tjeckien.   Den ligger i regionen Olomouc, i den östra delen av landet, 220 km öster om huvudstaden Prag. Ivaň ligger 211 meter över havet och antalet invånare är 471.
Terrängen runt Ivaň är platt.Runt Ivaň är det ganska tätbefolkat, med 230 invånare per kvadratkilometer. Närmaste större samhälle är Olomouc, 19,0 km norr om Ivaň. Trakten runt Ivaň består till största delen av jordbruksmark.